# Río Tamampaya
Der Río Tamampaya ist ein Fluss in den Yungas im Departamento La Paz im Andenstaat Bolivien.

## Verlauf
Der Río Tamampaya hat seinen Ursprung im Zusammenfluss des Río Unduavi mit dem Río Taquesi bei Puente Villa auf einer Höhe von 1200 m in einer Luftlinien-Entfernung von 53 Kilometern ostnordöstlich der Metropole La Paz.
Der Río Tamampaya fließt die ersten 21 km zwischen den Provinzen Nor Yungas und Sud Yungas nach Nordosten und knickt dort nach Osten ab, nun völlig in der Provinz Sud Yungas. Bei Kilometer 39 trifft er den von rechts zufließenden Río Solacama und wird von einer Landstraße überquert, die, von Chulumani kommend, dem Flusstal des Río Tamampaya und später des Río Boopi nach La Asunta und Puerto Rico folgt. Bei Kilometer 56,9 erreicht er den Río de la Paz, mit dem er sich zum Río Boopi vereinigt, welcher in den Río Beni fließt. Das Tal des Río Tamampaya ist ausnahmslos eng und steil, sodass keine nennenswerten Ansiedelungen direkt am Fluss entstanden sind. Auf der gesamten Länge des Río Tamampaya führen nur zwei Brücken über den Fluss. Das Klima entlang des Flusses ist, der Höhenlage entsprechend, warm und feucht.